# Соколовський Михайло Григорович
Миха́йло Григо́рович Соколо́вський (нар. 15 листопада 1951, м. Слов'янськ, Сталінська область) — радянський і український футболіст та тренер. Вихованець групи підготовки команди «Хімік» Слов'янськ. Майстер спорту СРСР — 1974 рік. Багаторічний капітан цього клубу. Увійшов до символічної збірної «Шахтаря» за всі роки.

## Життєпис
Починав ігрову кар'єру у друголігових командах: «Авангард» Краматорськ, згодом СКА Київ, де він відбував військову службу, і СК «Чернігів». У перші роки для юного гравця кумиром був Валерій Лобановський, який відмінно «підрізав» м'яч та надавав йому несподівану траєкторію. Ще з дитячих років Соколовський захопився таким виконанням подач і завдяки багатолітнім тренуванням вже виконував такі паси майже досконало.
Дуже успішним у плані футбольного росту став сезон 1973 у першоліговому «Металурзі» (Запоріжжя), після якого Михайло Соколовський став одним з ключових футболістів клубу і почав отримувати запрошення від багатьох команд: «Зеніту» (Ленінград), «Дніпра», київського «Динамо» і московських клубів. Півзахисник вибрав донецький «Шахтар» — однією з причин було просто те, що футболіст родом із Донеччини. У «Шахтарі» й пройшла переважна більшість його кар'єри.

### «Шахтар» (1974—1987)
Прихід Соколовського в команду збігся зі зміною наставника — новим керманичем став Володимир Максимович Сальков. Саме з його іменем будуть пов'язані успіхи «Шахтаря» у середині 1970-х років (пост головного тренера він покинув у 1978 році). У 1975 році донеччани стали «срібними» призерами чемпіонату СРСР, що дало змогу команді вперше в історії виступити в єврокубках (у Кубку УЄФА), а центральний півзахисник «Шахтаря» увійшов до списку 33 найкращих футболістів країни.
Кінець 70-х років став дуже успішним для донеччан — «бронза» чемпіонату і фінал Кубка СРСР у 1978 році, віце-чемпіонство у 1979 році. Це «срібло» стало найвищим досягненням «гірників» за всі чемпіонати Радянського Союзу. Донецька команда, яка ще на початку 60-х рр. здобула славу кубкового бійця, виграла Кубок СРСР у 1980 та 1983 роках і входила до фіналу у 1985 і 1986 роках. У «Шахтарі» Соколовський, можливо, не став зіркою радянського футболу, оскільки команда не була лідером чемпіонату, зате після 1987 року півзахисника відзначили нагородою «Вірність клубу» — за найбільше зіграних матчів серед усіх футболістів команди (400 ігор у вищій лізі за «Шахтар»). Тричі входив до списку 33 найкращих футболістів СРСР (1975 — 3 місце, 1982 та 1983 рр. під № 2)
Як на футболіста середини поля, Михайло Соколовський багато забивав, ставши найкращим бомбардиром клубу в історії виступів у першостях СРСР — 87 м'ячів. Зумів поєднати вміння допомагати нападникам та самостійно бити по воротях. Від 1981 до 1987 року — капітан «Шахтаря» (Донецьк). Зумів увійти до символічного Клубу ім. Г. Федотова для гравців, які забили понад 100 голів у вищій лізі, Кубку СРСР та єврокубках.
Закінчував виступи у друголіговому «Кристалі» (Херсон) як тренер-гравець.

### Тренерська робота
У 1988 році перебував у складі херсонського «Кристалу» — був гравцем-тренером. Згодом працював у командах «Антрацит» (Кіровське), «Сталь» (Стальова Воля, Польща), «Силур» (Харцизьк), «Шахтар» і «Металург» (Донецьк), «Металург» (Запоріжжя).
Одружений. Має сина Дениса і дочку Марину.

## Статистика виступів

### Клубна

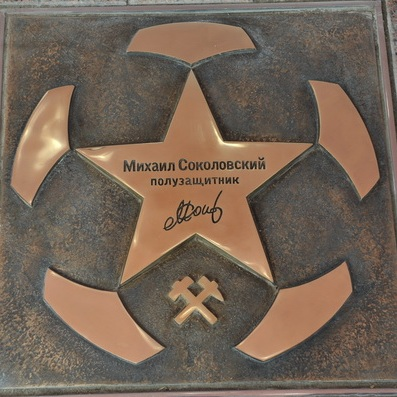
Зірка Михайла Соколовського на Алеї Слави «Шахтаря» (Донецьк)

| Клуб              | Сезон             | Чемпіонат | Чемпіонат | Кубок | Кубок | Єврокубки | Єврокубки | Суперкубок | Суперкубок | Всього | Всього |
| Клуб              | Сезон             | Ігри      | Голи      | Ігри  | Голи  | Ігри      | Голи      | Ігри       | Голи       | Ігри   | Голи   |
| ----------------- | ----------------- | --------- | --------- | ----- | ----- | --------- | --------- | ---------- | ---------- | ------ | ------ |
| Авангард          | 1970              | 40        | 1         | -     | -     | -         | -         | -          | -          | 40     | 1      |
| СКА (Київ)        | 1971              | 9         | 1         | -     | -     | -         | -         | -          | -          | 9      | 1      |
| СК Чернігів       | 1972              | 35        | 11        | -     | -     | -         | -         | -          | -          | 35     | 11     |
| Металург З        | 1973              | 38        | 5         | -     | -     | -         | -         | -          | -          | 38     | 5      |
| Шахтар            | 1974              | 27        | 5         | 7     | 0     | -         | -         | -          | -          | 34     | 5      |
| Шахтар            | 1975              | 29        | 11        | 1     | 0     | -         | -         | -          | -          | 30     | 11     |
| Шахтар            | 1976 (в)          | 14        | 1         | 4     | 0     | -         | -         | -          | -          | 18     | 1      |
| Шахтар            | 1976 (о)          | 15        | 1         | -     | -     | 6         | 1         | -          | -          | 21     | 2      |
| Шахтар            | 1977              | 29        | 5         | 2     | 0     | -         | -         | -          | -          | 31     | 5      |
| Шахтар            | 1978              | 29        | 5         | 9     | 2     | 2         | 0         | -          | -          | 40     | 7      |
| Шахтар            | 1979              | 32        | 4         | 5     | 0     | 2         | 2         | -          | -          | 39     | 6      |
| Шахтар            | 1980              | 33        | 6         | 8     | 2     | 2         | 0         | -          | -          | 43     | 8      |
| Шахтар            | 1981              | 32        | 6         | 4     | 1     | -         | -         | 1          | 0          | 37     | 7      |
| Шахтар            | 1982              | 26        | 12        | 5     | 0     | -         | -         | -          | -          | 31     | 12     |
| Шахтар            | 1983              | 34        | 15        | 5     | 2     | 4         | 1         | -          | -          | 43     | 18     |
| Шахтар            | 1984              | 34        | 7         | 4     | 0     | 2         | 1         | 2          | 1          | 42     | 9      |
| Шахтар            | 1985              | 30        | 6         | 5     | 3     | 0         | 0         | -          | -          | 35     | 9      |
| Шахтар            | 1986              | 27        | 3         | 4     | 1     | -         | -         | 1          | 1          | 32     | 5      |
| Шахтар            | 1987              | 9         | 0         | -     | -     | -         | -         | -          | -          | 9      | 0      |
| Кристал           | 1988              | 45        | 3         | -     | -     | -         | -         | -          | -          | 45     | 3      |
| Всього за Шахтар  | Всього за Шахтар  | 400       | 87        | 63    | 11    | 18        | 5         | 4          | 2          | 485    | 105    |
| Всього за кар'єру | Всього за кар'єру | 567       | 108       | 63    | 11    | 18        | 5         | 4          | 2          | 652    | 126    |

## Титули та досягнення
- Володар Кубка СРСР (2): 1980, 1983 років.
- Володар Кубка сезону СРСР: 1984 рік.
- Срібний призер чемпіонату СРСР (2): 1975, 1979 років.
- Бронзовий призер чемпіонату СРСР: 1978 рік.
- Фіналіст Кубка СРСР (3): 1978, 1985, 1986 років.
- У списку 33 найкращих футболістів СРСР (3): № 2 — 1983, № 3 — 1975, 1982 років.
- Член Клубу бомбардирів Олега Блохіна — 105 голів.
- Володар призу «Вірність клубу» — 400 матчів в чемпіонатах СРСР.
- Рекордсмен «Шахтаря» (Донецьк) за кількістю зіграних матчів у чемпіонатах СРСР — 400.
- Найкращий бомбардир «Шахтаря» (Донецьк) в чемпіонатах СРСР — 87 голів.